# Mineiros Esporte Clube
Mineiros Esporte Clube é um clube brasileiro de futebol da cidade de Mineiros, estado de Goiás. Suas cores oficiais são o azul e o branco. Sua casa é o Estádio Odilon Flores, que tem capacidade para 7.000 pessoas. Atualmente, a equipe está na terceira divisão de Goiás.

## História
Fundado em 1977, o clube ficou com a terceira colocação no Estadual de 1993. Conquistou o título da Terceira Divisão do Campeonato Goiano em 2003 e da Segunda Divisão em 2004. No ano de 2005, tornou-se o melhor time do interior goiano, sendo novamente o terceiro colocado do Campeonato, atrás apenas do Goiás e do Vila Nova, o campeão de 2005, que venceu o time mineirense na semifinal. Com essa colocação, ganhou o direito de disputar pela primeira vez a Série C do Campeonato Brasileiro de 2005 e a Copa do Brasil de 2006.
Em 2006, chegou a ocupar, na penúltima rodada do 2º turno do campeonato goiano, a liderança do grupo A, a um passo de se classificar mais uma vez para as semifinais, dependendo apenas de um empate contra a Anapolina, segundo no grupo. Mas perdendo a partida por 3 a 2, ficou fora do quadrangular final. O time ainda era um dos representantes do estado de Goiás, ao lado do Vila Nova, na Copa do Brasil. Nesta competição, o time pegou na primeira fase o Americano do Rio de Janeiro. O jogo de ida, no Estádio Odilon Flores em Mineiros, terminou com vitória do 'MEC', como é conhecido pelos habitantes de sua cidade, por 3 a 1. Já no jogo de volta, em Campos, Rio de Janeiro, acabou perdendo por 4 a 2, mas se classificou para a segunda fase da Copa do Brasil por ter marcado mais gols fora de casa.
Foi a segunda vez que um time do interior de Goiás se classificou para a 2ª fase desta competição (o CRAC já havia conseguido tal façanha, em 2004). Jogando então contra a equipe do Atlético Mineiro, um dos maiores do Brasil, o time de Mineiros saiu vitorioso na partida de ida por 3 a 2, no dia 15 de março. No jogo de volta, agora no Mineirão, em Belo Horizonte, o time mineirense acabou sendo eliminado ao ser derrotado por 4 a 1. Em 2007, novamente era cotado como um dos principais concorrentes ao título goiano, porém não obteve um bom desempenho na fase de grupos e acabou não conseguindo se classificar para as semifinais do estadual, terminando na 6° colocação entre 12 concorrentes.[carece de fontes?]
Agora em 2009 rebaixado para a segunda divisão do Campeonato Goiano.[carece de fontes?] No ano de 2010, a equipe do MEC participou do Campeonato Goiano da Divisão de Acesso 2010, e terminou este em 3º lugar, com isso não conseguiu o acesso à 1ª divisão goiana em 2011. Da mesma forma que no ano anterior o MEC não conseguiu o acesso a 1ª divisão em 2012, terminando novamente em 3º lugar no Campeonato Goiano da Divisão de Acesso 2011 depois de uma polêmica rodada final em que o Itumbiara ganhou fora de casa por 8 a 1 do Anápolis e assim eliminou o MEC que precisava vencer e torcer que o Itumbiara não vence-se o Anápolis por goleada.
Em 2012, o Mineiros Esporte Clube tentou mais uma vez chegar à elite do futebol goiano mas acabou sendo eliminado nas semis-finais.[carece de fontes?]
Em 2014 o clube teve problemas para a disputa da Segunda Divisão, melhorias exigidas pelos órgãos de segurança foram orçadas em 60 mil reais, verba que o clube não tinha. A solução veio de Aparecida de Goiânia, a prefeitura dessa cidade cedeu ao clube o estádio Municipal Aníbal Teixeira, sem qualquer ônus para o clube, assim o clube pode disputar a competição.
Em 2015 o clube acabou por desistir de disputar a Divisão de Acesso e foi punido sendo suspenso por 2 anos.[carece de fontes?]
Em 2017, o clube retorna, agora pela Terceira Divisão, ficando em 7º lugar.
Em 2019 o clube chegou até as semis-finais sendo eliminado pelo Inhumas.
Em 2021 foi eliminado nas quartas de finais pelo Bela Vista mas o clube alegou que o adversário havia cometido irregularidades. Mas nada foi provado sobre o Bela Vista.[carece de fontes?]
Em 2022 foi eliminado na fase de grupos da Terceira Divisão.

## Títulos
| Estaduais | Estaduais                             | Estaduais | Estaduais  |
|           | Competição                            | Títulos   | Temporadas |
| --------- | ------------------------------------- | --------- | ---------- |
|           | Campeonato Goiano - Divisão de Acesso | 1         | 2004       |
|           | Campeonato Goiano da Terceira Divisão | 1         | 2003       |

## Posições de destaque
- semifinalista no Campeonato Goiano da Segunda Divisão 1987 e 2012
- 3ª Colocação no Campeonato Goiano da Segunda Divisão 2010 e 2011
- 3ª Colocação no Campeonato Goiano da Primeira Divisão: 1993 e 2005
- 34ª Colocação no Série C: 2005
- 25ª Colocação na Copa do Brasil: 2006